# Kari Byron
Kari Elizabeth Byron (Santa Clara, 18 dicembre 1974) è una conduttrice televisiva statunitense.
È conosciuta per la sua partecipazione al programma MythBusters dal 2003 al 2014, in cui forma, insieme a Tory Belleci e Grant Imahara, il build team, che assiste i presentatori Adam Savage e Jamie Hyneman nel testare la plausibilità dei vari miti. Nel 2016, sempre assieme a Belleci e Imahara, ha presentato White Rabbit Project.